# Amtsgericht Colberg
Das Amtsgericht Colberg (später Amtsgericht Kolberg) war ein preußisches Amtsgericht mit Sitz in Colberg, Provinz Pommern.

## Geschichte
Das königlich preußische Amtsgericht Colberg  wurde mit Wirkung zum 1. Oktober 1879 als eines von zwölf Amtsgerichten im Bezirk des Landgerichtes Köslin im Bezirk des Oberlandesgerichtes Stettin gebildet. Der Sitz des Gerichtes war Colberg. Sein Gerichtsbezirk umfasste den Kreis Colberg-Cörlin ohne den Teil, der dem Amtsgericht Cörlin zugeordnet war. Am Gericht bestanden 1880 drei Richterstellen. Das Amtsgericht war damit ein großes Amtsgericht im Landgerichtsbezirk.
Im Jahre 1945 wurden der größte Teil Pommerns, darunter der Sprengel des Amtsgerichtes Colberg, unter polnische Verwaltung gestellt und die deutschen Bewohner vertrieben. Damit endete die Geschichte des Amtsgerichtes Colberg. Unter polnischer Verwaltung entstand das Sąd Rejonowy w Kołobrzegu (1950–1975: Sąd Powiatowy w Kołobrzegu).